# Fédération africaine de la critique cinématographique
La Fédération africaine de la critique cinématographique, également désignée sous l'acronyme FACC est une fédération panafricaine regroupant les associations de critiques de cinéma d'Afrique et de la diaspora, ainsi que des membres individuels. Sa déclinaison anglaise est African Federation of Film Critics (AFFC). 
La FACC rassemble début 2023, 43 associations et 456 rédacteurs. Elle a son siège au Sénégal. Sa présidente est la journaliste culturelle et critique de la Guinée Conakry Fatoumata Condé Sagnane depuis le 2 mars 2023 à l'occasion de l'Assemblée Générale tenue en marge de la 28e édition du FESPACO 2023.

## Histoire

### Naissance du réseau Africiné
Du 17 au 21 février 2003, un atelier sur la critique de cinéma groupe à Ouagadougou 26 journalistes de radio et presse écrite de quatre pays d'Afrique noire : Sénégal, Madagascar, Nigeria, Burkina Faso. Il est animé par les critiques Clément Tapsoba, Jean Roy et Olivier Barlet, et coordonné par Gervais Hien au nom du FESPACO, avec l'aide de la Coopération française. Décision est prise lors du bilan de poursuivre le travail entamé à travers une mise en réseau et la production commune de contenus. Un groupe de discussion internet réservé aux journalistes culturels est créé sous le nom d'Africiné.
En juillet 2003, un atelier semblable de quatre jours est organisé à Tunis par l'association tunisienne pour la promotion de la critique de cinéma (ATPCC) qui conforte les décisions de mise en réseau et étudie les problèmes de logistique.
En juin 2004, le Fonds des inforoutes de l'Agence intergouvernementale de la Francophonie (AIF) accorde une subvention pour réaliser le site internet Africiné, la production de contenus à son intention et l'organisation d'ateliers de formation. La gestion de cette subvention de démarrage est opérée sur la base de sa notoriété par l'association Africultures sous le contrôle d'un commissaire aux comptes désigné par le réseau, sur une période de 24 mois commençant en novembre 2004, avec une prolongation pour la fin 2007. A ce terme, 4 221 films sont recensés sur le site internet et 867 textes y sont publiés. Il compte quelque 24 000 films et 2 500 articles en 2024. 
Le 9 septembre 2004, une réunion des critiques présents au Festival international du film de femmes de Salé, Maroc, précise les objectifs du réseau : 
- promouvoir une écriture africaine endogène sur les cinémas d'Afrique et remédier à son déficit de visibilité internationale,
- favoriser un accompagnement au niveau cinéphilique et donc médiatique pour un cinéma de qualité à valeur éducative,
- améliorer l'inscription de l'Afrique dans les circuits de la critique internationale et favoriser la confrontation critique à ce niveau sur les films d'Afrique,
- fournir des contenus de qualité à valeur documentaire et d'analyse sur les cinémas d'Afrique,
- mettre à la disposition du public, des chercheurs et des programmateurs une base de données thématique des films africains et les contacts professionnels correspondants,
- permettre aux journalistes africains de voir les nouveaux films et d'accéder aux films du répertoire ainsi qu'aux ouvrages fondamentaux sur le cinéma.

### Création de la Fédération africaine de la critique cinématographique
Du 2 au 7 octobre 2004, les délégués du réseau Africiné aux Journées cinématographiques de Carthage se réunissent tous les matins au siège de la Fédération tunisienne des ciné-clubs et décident de créer une fédération dont les statuts et règlement intérieur sont adoptés. Une charte est également votée, qui propose d’« inventer une nouvelle méthode critique et d’affirmer une critique africaine, non qu’elle serait la seule authentique et légitime, mais parce qu’elle est généralement sans visibilité et ne peut participer à la perception globale de la cinématographie africaine et des cultures africaines ». Elle se termine sur une citation de Paulin Soumanou Vieyra : « Accepter la critique, c’est accepter d’être différent et de penser qu’on ne détient pas la vérité absolue ».
Un bureau exécutif est élu : 
- président : Clément Tapsoba (président de l'association ASCRIC-B, Burkina Faso)
- premier vice-président : Mohammed Bakrim (président de l'association Aflam des critiques de cinéma du Maroc)
- deuxième vice-président : Jean-Marie Mollo Olinga (président de l'association Cinépresse des critiques de cinéma camerounais)
- secrétaire général : Hassouna Mansouri (président de l'ATPCC, Association tunisienne pour la promotion de la critique de cinéma)
- trésorier : Olivier Barlet (président de l'association Africultures, France),

Le siège est fixé à Dakar et Thierno Ibrahima Dia est nommé facilitateur du site Africiné et modérateur du groupe internet de discussion.

### Développement
Un premier congrès est organisé au Fespaco de 2009, qui élit un nouveau bureau, composé de sept membres : 
- président : Baba Diop (Sénégal)
- premier vice-président : Francis Ameyibor (Ghana)
- deuxième vice-président : Clément Taspsoba (Burkina-Faso)
- troisième vice-président : Kamel Ben Ouanès (Tunisie)
- secrétaire général : Sani Soulé Manzo (Niger)
- secrétaire général chargé de la communication : Jacques Bessala Manga (Cameroun)
- trésorière : Sitou Ayité (Togo)

En 2010, la FACC est chargée par le FESMAN de la programmation des projections-débats et de l'organisation du colloque Sembène/Chahine. 
La même année, l'accord de siège est signé le 30 mars à Dakar par le ministre des Affaires étrangères, Me Madické Niang. 
Une réunion regroupe17 membres de la FACC au Fespaco de 2011 et 35 membres au Fespaco de 2013 pour envisager les améliorations à apporter dans le fonctionnement général de la Fédération et sa gouvernance. Après une consultation de l'ensemble des associations membres, les statuts et le règlement intérieur sont remodelés pour tenir compte de la croissance de la Fédération. 
Les 17 et 18 décembre 2015, la FACC organise un deuxième congrès ordinaire à Marrakech avec une trentaine de participants représentant quinze pays membres pour amender et d’adopter les nouveaux statuts et le règlement intérieur, renouveler les instances dirigeantes et jeter les grandes lignes du plan d’action. Le critique marocain Khalil Demmoun est élu président et le bureau exécutif est renouvelé comme suit : 
- premier vice-président : Mahrez Karoui (Tunisie)

- deuxième vice-président : Yacouba Sangaré (Côte d'Ivoire)

- secrétaire général : Espéra Donouvossi (Bénin)

- secrétaire général adjoint : Fatou Kiné Sène (Sénégal)

- trésorier général : Pélagie Ng'onana (Cameroun)

- chargé de la communication : Charles Ayetan (Togo)[9]

Le congrès adopte également un plan d’action triennal de la FACC pour la période 2016-2018, ayant pour objectif d’animer la vie de la fédération et la mise en œuvre de sa mission d’accompagnement des cinémas d’Afrique.
En 2020, la FACC pleure le décès de son premier président, Clément Tapsoba.
Lors de la 26ème édition du Fespaco, l’Assemblée générale ordinaire du 28 février 2019 élit un nouveau bureau exécutif composé à majorité de femmes.
- présidente : Fatou Kiné Sène (Sénégal),
- 1er vice-président : Ahmed Shawky (Egypte)
- 2ème vice-présidente : Fatoumata Sagnane (Guinée)
- secrétaire général : Abraham Bayili (Burkina-Faso)
- secrétaire générale adjointe: Sahar El Echi (Tunisie)
- trésorière générale : Pélagie NG’onana (Cameroun)
- chargé de communication: Charles Ayetan (Togo)

L’assemblée générale élit également deux commissaires aux comptes : Renate Lemba (RDC) et Rodéric Dèdègnonhou (Bénin).  

### Direction
| Nom               | Nationalité  | Période du mandat |
| ----------------- | ------------ | ----------------- |
| Clément Tapsoba   | Burkina Faso | 2004-2009         |
| Baba Diop         | Sénégal      | 2009-2015         |
| Khalil Demmoun    | Maroc        | 2015-2019         |
| Fatou Kiné Sène   | Sénégal      | 2019-2023         |
| Fatoumata Sagnane | Guinée       | depuis 2023       |

### Bureau exécutif
Lors de l'assemblée générale du 2 mars 2023 durant le Fespaco à Ouagadougou, un nouveau Bureau exécutif est élu, composé de :
1. Présidente : Fatoumata Sagnane (Guinée Conakry)
2. 1e Vice-président : Dr Hector Victor Kabré (Burkina Faso)
3. 2e Vice-président : Pierre Patrick Touko (Cameroun)
4. Secrétaire général : Sidney Cadot-Sambossi (France)
5. Secrétaire général Adjoint : Dr Youssoufa Halidou Harouna (Niger)
6. Trésorière : Bigué Bob (Sénégal)
7. Chargé de communication : Yacouba Sangaré (Côte d'Ivoire)

## Ateliers de formation
Différents ateliers de formation sont organisés lors de festivals de cinéma ou sur initiatives locales pour renforcer la structuration de la Fédération, notamment par la création d'associations nationales de critiques de cinéma : 
- Algérie : Tlemcen (Festival du film amazigh, 2007),
- Burkina Faso : Ouagadougou, à chaque édition du Fespaco depuis 2003.
- Bénin : Ouidah (Quintessence, 2005),
- Cameroun : Yaoundé (Ecrans noirs, 2004 et 2005),
- Egypte : Louxor (Louxor African Film Festival 2013 et 2014)
- Gabon : Libreville (Initiative Institut gabonais de l'image et du son, 2010)
- Ghana : Accra (initiative NAFTI, 2005),
- Guadeloupe : Pointe-à-Pitre (FEMI, 2007),
- Guinée : Conakry (initiative locale et Coopération française, 2013)
- Madagascar : Antananarivo (Rencontres du film court, 2010),
- Maurice : Université de Maurice (Festival Ile Courts, 2017)
- Mauritanie : Nouakchott (Festival Cinémas des Frontières, 2014)
- Niger : Niamey (Forum du film documentaire de Niamey, 2012)[12]
- Nigeria : Lagos (initiative Coopération française, 2006),
- Sénégal : Dakar (Festival du film de quartiers, 2005 - initiative Association Sénégalaise de la Critique Cinématographique, 2007  et 2014 - Festival Dakar courts, 2021, 2022 et 2023)
- RDC : Kinshasa (initiative locale et Coopération française, 2013),
- Rwanda : Kigali (Mashariki Film Festival, 2017)
- Tunisie : Tunis (initiative ATPCC, 2004), Tunis (Festival du film européen, 2005).

## La base de données
En collaboration avec Africultures, la FACC développe depuis octobre 2004 une base de données très complète des films d'Afrique ou sur l'Afrique, des personnalités des cinémas d'Afrique, des structures professionnelles et des informations d'actualité. Elle est intégrée à la base multidisciplinaire Sudplanète qui sert de socle aux sites Africiné et Africultures. Elle référencie en 2024 plus de 24 000 films.

## Le bulletin Africiné
Lors de chaque FESPACO depuis 2005, un bulletin critique de 8 pages est rédigé par un atelier de formation organisé par la FACC. Il est mis en page et imprimé par l'atelier de la FACC. Il comporte souvent plusieurs numéros, est tiré à 1 000 exemplaires et est distribué gratuitement aux festivaliers.

## Jurys de la critique africaine - Prix Paulin Soumanou Vieyra
En 1988, à la troisième Rencontre du cinéma africain de Khouribga, un jury de critiques crée le "Prix Paulin Vieyra", un prix est encore attribué au FESPACO 1991 sur financement du Groupe suisse Addax et Oryx (AOG), mais il n'a pas de suite.
Des jurys de la critique africaine, constitué de critiques de cinéma, sont organisés par la FACC depuis 2009 dans différents festivals en Afrique, en partenariat avec le festival. Le Prix attribué se donne pour but d’encourager un cinéma de bonne qualité artistique, mais aussi de soutenir les jeunes talents émergents.
Depuis 2013, il porte le nom de Prix Paulin Soumanou Vieyra, en hommage au premier critique d'Afrique noire.
Il est attribué à :
| Année | titre du film                    | réalisateur                         | pays                | festival                                                            |
| ----- | -------------------------------- | ----------------------------------- | ------------------- | ------------------------------------------------------------------- |
| 2009  | Teza                             | Haïlé Gerima                        | Éthiopie            | FESPACO 2009                                                        |
| 2013  | One Man's Show                   | Newton Aduaka                       | Nigeria             | FESPACO 2013                                                        |
| 2014  | Les Hommes d’argile              | Mourad Boucif                       | Maroc               | Festival International du film transsaharien de Zagora              |
| 2015  | C'est eux les chiens             | Hicham Lasri                        | Maroc               | FESPACO 2015                                                        |
| 2016  | C'est eux les chiens             | Hicham Lasri                        | Maroc               | Luxor African Film Festival                                         |
| 2016  | Clash                            | Mohamed Diab                        | Égypte              | JCC 2016                                                            |
| 2016  | Les hommes d’argile              | Mourad Boucif                       | Égypte              | Festival international du film transsaharien de Zagora              |
| 2017  | Serpent                          | Amanda Evans                        | Afrique du Sud      | Durban international Film Festival                                  |
| 2017  | Tant qu'on vit                   | Dani Kouyaté                        | Burkina Faso        | Festival international du film transsaharien de Zagora              |
| 2017  | Un mile dans mes chaussures      | Saïd Khallaf                        | Maroc               | FESPACO 2017                                                        |
| 2017  | Le Train de sel et de sucre      | Licínio Azevedo                     | Mozambique          | JCC 2017                                                            |
| 2018  | Sofia                            | Meryem Benm’Barek                   | Maroc               | JCC 2018                                                            |
| 2018  | Mama Bobo                        | Robin Andelfinger et Ibrahima Seydi | France, Sénégal     | Rencontres du film court Madagascar                                 |
| 2019  | Indigo                           | Selma Bargach                       | Maroc               | FESPACO 2019                                                        |
| 2019  | You come from far away           | Amal Ramsis                         | Égypte              | Festival international des films d'Ismaïlia                         |
| 2019  | Un coin du ciel noir             | Djingarey Maïga                     | Niger               | Toukountchi Festival de Cinéma du Niger                             |
| 2020  | Awa (Ici)                        | Deborah Basa                        | République du Congo | Rencontres du film court Madagascar                                 |
| 2021  | La Femme du fossoyeur            | Khadar Ayderus Ahmed                | Somalie             | FESPACO 2021                                                        |
| 2021  | Argu                             | Omar Belkacemi                      | Algérie             | JCC 2021                                                            |
| 2021  | Tuk Tuk                          | Mohamed Kheidr                      | Égypte              | Rencontres du film court Madagascar                                 |
| 2022  | La Vie d’après                   | Anis Djaad                          | Tunisie             | JCC 2022                                                            |
| 2023  | Mami Wata                        | C.J. "Fiery" Obasi                  | Nigeria             | FESPACO 2023                                                        |
| 2025  | Katanga, la danse des scorpions  | Dani Kouyaté                        | Burkina Faso        | FESPACO 2025                                                        |
| 2025  | Le Village aux portes du paradis | Mo Harawe                           | Somalie             | Festival international du cinéma africain de Khouribga (FICAK) 2025 |